# Carregueira
Carregueira é uma povoação portuguesa sede da Freguesia de Carregueira do Município da Chamusca, freguesia com 98,65 km² de área e 1740 habitantes (censo de 2021), tendo, por isso, uma densidade populacional de 17,6 hab./km².
A freguesia foi criada pela Lei n.º 107/85, de 4 de outubro, com lugares desanexados da Freguesia de Pinheiro Grande.

## Demografia
A população registada nos censos foi:
| Distribuição da População por Grupos Etários | Distribuição da População por Grupos Etários | Distribuição da População por Grupos Etários | Distribuição da População por Grupos Etários | Distribuição da População por Grupos Etários |
| -------------------------------------------- | -------------------------------------------- | -------------------------------------------- | -------------------------------------------- | -------------------------------------------- |
| Ano                                          | 0-14 Anos                                    | 15-24 Anos                                   | 25-64 Anos                                   | > 65 Anos                                    |
| 2001                                         | 320                                          | 282                                          | 1181                                         | 512                                          |
| 2011                                         | 257                                          | 181                                          | 1070                                         | 512                                          |
| 2021                                         | 164                                          | 173                                          | 831                                          | 572                                          |

## Património
- Igreja de Santa Bárbara
- Igreja de São Marcos do Arripiado